# Cas Qatargate
|  | No s'ha de confondre amb Escàndol de corrupció de Qatar al Parlament Europeu. |

El Cas Qatargate, també conegut com a escàndol Qatargate o simplement Qatargate, té el seu origen el 29 de gener de 2013, quan la revista francesa France Football va publicar a primera plana, amb el títol de Mondial 2022 le QATARGATE, un reportatge d'investigació de més de quinze pàgines dels periodistes francesos, Philippe Auclair i Eric Champel, sobre les irregularitats comeses per la Federació Internacional de Futbol Associació (FIFA) en l'adjudicació, l'any 2010, de la candidatura de Qatar per a l'organització de la Copa del Món de Futbol de 2022.

## France Football
L'article de la revista francesa explicava com els qatarians haurien pagat suborns per aconseguir vots a favor de la candidatura de Qatar, o com l'expresident francès, Nicolas Sarkozy, hauria supervisat personalment un tracte corrupte en benefici de Qatar. La investigació mencionava una reunió secreta celebrada al Palau de l'Elisi, el 23 de novembre de 2010, amb Sarkozy, el príncep hereu de Qatar, Tamin bin Hammad al-Thani, Michel Platini, aleshores president de la UEFA i Sebastian Bazin, propietari del Paris Saint Germain. A la reunió s'hauria acordat que Platini votaria a favor de Qatar i que Qatar ajudaria a superar la greu crisi financera que patia el PSG.
El 2 de desembre de 2010, el Comitè Executiu de la FIFA va elegir la candidatura de Qatar a la quarta ronda de votacions, amb catorze vots favorables. Els Estats Units, que era l'altre finalista, va obtenir vuit vots. Poques setmanes després de ser elegida la candidatura de Qatar, el fons Qatar Investment Authority va adquirir el 70% de les accions del PSG.
L'article de France Football també destacava els deu principals actors del cas sota el títol de Un Casting Haut de Gamme, les 10 principaux acteurs du mondial 2022.
| Principals actors         |                                                                 |
| Nicolas Sarkozy           | Expresident de la República Francesa                            |
| Michel Platini            | President de la UEFA                                            |
| Sepp Blatter              | President de la FIFA                                            |
| Jacques Anouma            | President de la Federació Ivoriana de Futbol                    |
| Tamin bin Hammad al-Thani | Príncep hereu de Qatar                                          |
| Julio Grondona            | President de l'Associació del Futbol Argentí                    |
| Mohammed bin Hammad       | Expresident de la Confederació Asiàtica de Futbol               |
| Sandro Rosell             | President del Futbol Club Barcelona                             |
| Ricardo Teixeira          | Expresident de la Confederació Brasilera de Futbol              |
| Michael J. Garcia         | President de l'Òrgan d'Instrucció del Comitè d'Ètica de la FIFA |

## Informe Garcia
El reportatge de France Football va destapar i donar nom a l'escàndol i, per extensió, a la majoria d'altres investigacions i informacions periodístiques relacionades amb la compra de vots a favor de Qatar i en detriment, entre d'altres, de la candidatura dels Estats Units, però va ser la investigació de Michael J. Garcia qui, amb el denominat Informe Garcia, un treball de més de quatre-centes pàgines, va aprofundir en l'adjudicació del mundial de 2022 i va descobrir de manera precisa i contrastada tots els detalls i tota la cronologia de l'escàndol Qatargate.
El juliol de 2012, Sepp Blatter, amb l'objectiu de combatre la corrupció, havia reformat el Comitè d'Ètica de la FIFA i nomenat al prestigiós jurista alemany, Hans-Joachim Eckert, com a president de l'òrgan de decisió i a Michael J. Garcia, que era un reputat exfiscal de Nova York, com a president de l'òrgan d'instrucció. Garcia va començar examinant el cas dels pagaments il·legals de l'empresa de màrqueting esportiu, International Sport and Leisure (ISL) i, l'agost de 2012, va anunciar que investigaria els processos de licitació i adjudicació de les candidatures de Rússia i Qatar per a organitzar els mundials de 2018 i 2022 respectivament.
El setembre de 2014, Michael J. Garcia va lliurar un informe de més de quatre-centes pàgines al Comitè d'Ètica de la FIFA on s'informava detalladament de totes les irregularitats descobertes en la licitació i adjudicació de les seus de Rússia i Qatar, però el president de l'òrgan de decisió, Hans-Joachim Eckert, va considerar que les evidències no eren suficients i no va fer públic l'informe de Michael J. Garcia. Eckert va publicar un resum de l'informe de quaranta-set pàgines i va descartar que hi hagués hagut corrupció en les adjudicacions de les seus dels mundials.
Michael J. Garcia es va indignar amb la decisió exculpatòria d'Eckert i va anunciar que presentaria recurs al comitè d'apel·lacions de la FIFA.
El desembre de 2014, Michael J. Garcia va presentar la dimissió del seu càrrec després que el comitè d'apel·lacions de la FIFA rebutgés el seu recurs contra el tancament de les investigacions.
Michale J., Garcia va demanar que la FIFA publiqués íntegrament el seu informe, però la FIFA el va mantenir en secret fins al 27 de juny de 2017 que, en saber que s'havia filtrat al diari alemany Bild i que aquest pensava publicar-lo per entregues, va decidir fer-lo públic.
El 18 de juny de 2019, el Qatargate va tornar a ser notícia quan la policia francesa va retenir i interrogar a l'expresident de la UEFA, Michael Platini, sobre la suposada corrupció en la concessió del mundial a Qatar. Després d'estar retingut quinze hores per la policia, Platini va ser deixat en llibertat sense càrrecs.
A juny de 2019, setze dels vint-i-dos membres electors de la FIFA participants en la votació que va adjudicar el mundial 2022 a la candidatura de Qatar, tenien assumptes pendents amb la justícia.